# EC 1.13
La EC 1.13 è una sottoclasse della classificazione EC relativa agli enzimi. Si tratta di una sottoclasse delle ossidoreduttasi che include enzimi che agiscono su singoli donatori di elettroni contenenti O2 come ossidante e che prevedono incorporazione dell'ossigeno nel substrato. L'ossigeno incorporato non deriva per forza dall O2.
Gli enzimi di questa sottoclasse (e della sottoclasse EC 1.14) sono comunemente detti ossigenasi. Gli enzimi appartenenti alla EC 1.13 si differenziano perché non richiedono la presenza di un secondo atomo di idrogeno come donatore.

## Sotto-sottoclassi
Esistono tre ulteriori sotto-sottoclassi:
- EC 1.13.11: con incorporazione di due atomi di ossigeno (classe comunemente definita delle diossigenasi);
- EC 1.13.12: con incorporazione di un atomo di ossigeno (classe comunemente definita delle monoossigenasi);
- EC 1.13.99: mista.